# Muixeranga de Sueca

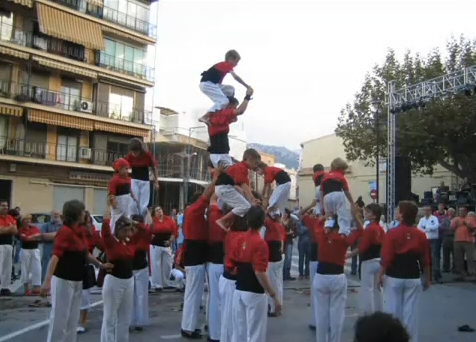
Muixeranga de Sueca

La Muixeranga de Sueca es una danza que se compone de un conjunto de cuadros plásticos con intencionalidad representativa que participan en las procesiones de la Virgen de Sales, la fiesta más grande de Sueca, el 8 de septiembre. La Muixeranga es un conjunto de bailes originarios de los castillos humanos de la Comunidad Valenciana. Conservado principalmente en Ribera Baja.

## Características
La Muixeranga consiste en el levantamiento de torres humanas, levantadas por grupos de hombres y mujeres de todas las edades, llamados collas.
Las formaciones construidas por la muixeranga pueden tener hasta cinco pisos de altura. Poseen más de doscientos años de historia, porque hay referencias ya en el siglo XVIII, inicialmente en el Campo del Turia, pasando más tarde al Campo Morvedre y se extiende en el siglo XX hasta Valencia, especialmente desde la década de 1990.
Existe la teoría de que los castillos humanos (en catalán castells) y muixeranga tienen un origen común: las Balls de Valencians. A diferencia de los modernos castellers el origen religioso de la muixeranga y la altura de las torres humanas no es importante. Por otra parte, los castells son una manifestación festiva laica.

## Enlaces de interés
- Web Oficial de la Moixiganga de Vilanova i la Geltrú
- Facebook Oficial de la Moixiganga de Vilanova i la Geltrú

- Datos: Q3391707
- Multimedia: Muixeranga de Sueca / Q3391707